# أركوس دي لا سايرا
بلدية أركوس دي لا سايرا (بالإسبانية: Arcos de la Sierra)‏، هي إحدى بلديات مقاطعة قونكة إحدى مقاطعات إسبانيا، والتي تقع في منطقة قشتالة لا منتشا وسط البلاد، والمائلة لجهة الشرق من إسبانيا.
يبلغ عدد سكانها 114 نسمة وفقاً لإحصائية سنة (2007).